# 사이온지 린시
사이온지 린시(일본어: 西園寺 掄子 さいおんじ りんし[*], 겐큐 3년 (1192년) - 겐초 3년 3월 11일 (1251년 4월 3일))는 가마쿠라 시대 전기의 섭관 쿠죠 미치이에의 정실이다. 아버지는 태정대신 사이온지 킨츠네이다. 어머니는 이치죠 요시야스의 딸 마사코이다. 쿠죠 노리자네ㆍ니죠 요시자네ㆍ이치죠 사네츠네ㆍ쿠죠 요리츠네ㆍ엔자네ㆍ시겐ㆍ호죠ㆍ쿠죠 요시코ㆍ쿠죠 요시코(仁子)ㆍ쿠죠 센시(佺子)를 낳았다. 노리자네ㆍ요시자네ㆍ사네츠네는 섭관에, 요리츠네는 쇼군에, 호죠는 닌나지 몬제키에, 요시코는 고호리카와 천황의 중궁에, 요시코(仁子)는 코노에 카네츠네의 정실에, 센시(佺子)는 시조 천황 (요시코의 아들)의 나이시노카미가 되었다.

## 이름에 대해서
쿠죠 미치이에의 정실 이름에 대해 "掄子"라고 써있는 것이 보통이지만, 『여원차제(女院次第)』에는 "棆子", 『존비분맥(尊卑分脈)』에는 "綸子", 『민경기(民経記)』 (조에이 원년 10월 4일조)에는 "倫子"라고 쓰여져 있다 (또한, 참고문헌인 『일본여성인명사전(日本女性人名事典)』도 "倫子"라고 표기). 이것에 대해서, 타카마츠 모모카는 다음과 같이 해석하고 있다. 당시 섭관가 정처의 첫 서위는 딸의 입내 대 이루어지는 사례가 많으며, 이름 명명도 그때 이루어지는 것이 일반적이었다. 즉, 린시의 경우는 장녀 요시코가 입내하였을 때 서위와 명명이 이루어졌을 가능성이 높으며, 그 이름의 선정에는 남편   미치이에가 깊이 관여하였다고 한다. 미치이에는 섭관정치의 전성기를 이룬 헤이안 시대의 후지와라노 미치나가를 동경하고 있으며, 미치나가의 장녀로 이치조 천황의 중궁이 된 후지와라노 쇼시에서 유래한 것으로 보인다. 마찬가지로 掄子의 이름도 후지와라노 미치나가의 정실이었던 미나모토노 린시에서 유래한 것으로 추정되고, 표기에 흔들림이 있더라도 "掄", "棆", "綸", "倫" 모두 "侖"의 부분이 공통되는 것은 사이온지 린시의 이름이 미나모토노 린시에서 유래한 것으로 알려져 있었기 때문이라고 한다.

## 약력
연월은 알 수 없으나, 타카마츠설에 따르면 간기 원년 (1229년)의 요시코 입내 무렵에 서위를 받았고, 이듬해 3월 15일 요시코 입후 후 첫 참배 때 종2위에 서위되었다 (『메이게츠키(明月記)』). 간기 3년 (1231년) 3월 7일에 종1위에 올랐다 (『메이게츠키(明月記)』, 이틀 전에 행해진 카타타가에에 의한 방문을 명목으로 한 고호리카와 천황의 이치죠무로마치제에 의한 요시코 소생의 미츠히토 친왕 (후의 시조 천황)과의 첫 대면에 의한 권장). 조에이 원년 (1232년) 12월 27일에 시조 천황의 외할머니라는 이유로 준삼궁이 되었다. 가테이 4년 (1238년) 7월 17일에 출가하였다 (남편 미치이에는 4월 25일에 출가하였다. 함께 『아즈마카가미(吾妻鏡)』). 겐초 3년 (1251년)에 60세의 나이로 사망했다.